# 中国法医学会
中国法医学会是中华人民共和国法医科学、毒物分析和相关科学工作者组成的群众性学术团体，是中国科学技术协会主管的社会团体，1985年10月27日在河南省洛阳市成立。